# Veliki Radinci
Veliki Radinci (en serbe cyrillique : Велики Радинци) est une localité de Serbie située dans la province autonome de Voïvodine et sur le territoire de la ville de Sremska Mitrovica, district de  Syrmie (Srem). Au recensement de 2011, elle comptait 1 426 habitants.
Veliki Radinci, officiellement classé parmi les villages de Serbie, est une communauté locale, c'est-à-dire une subdivision administrative, de la ville de Sremska Mitrovica.

## Géographie

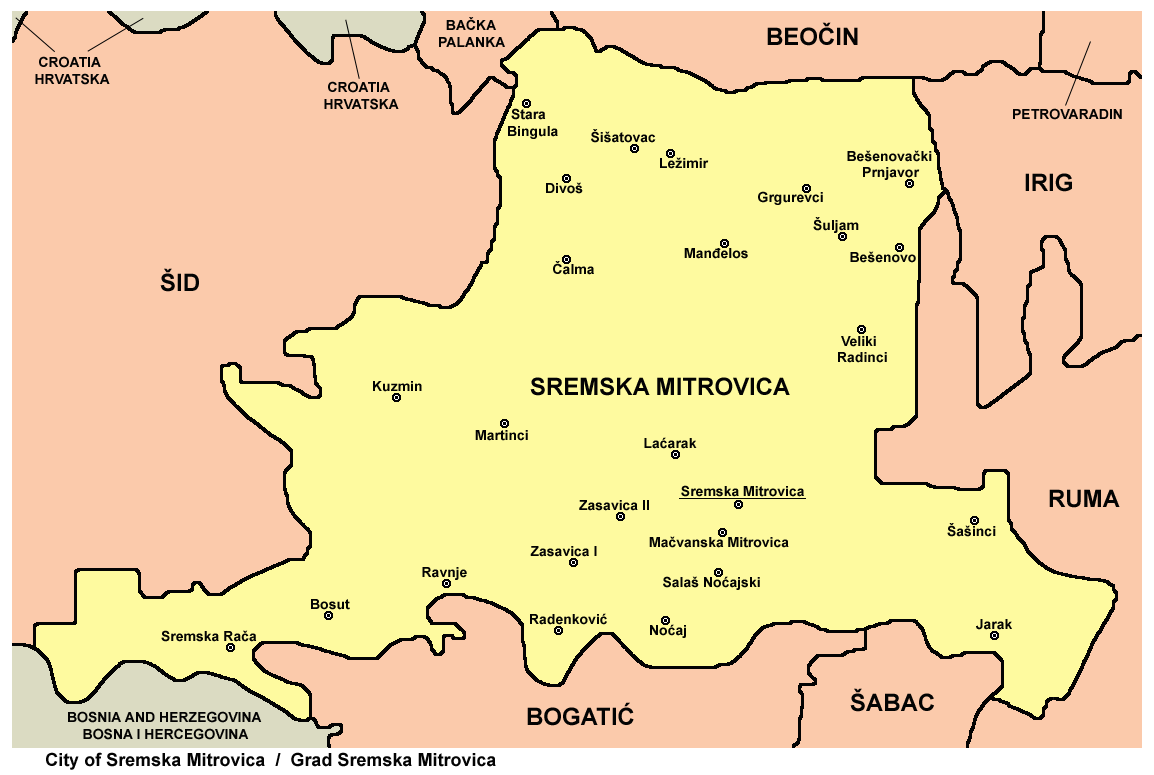
Localisation de Veliki Radinci dans la ville de Sremska Mitrovica

Veliki Radinci se trouve dans la région de Syrmie, au pied du versant méridional du massif de la Fruška gora.

## Démographie

### Évolution historique de la population
| 1948 | 1953 | 1961  | 1971  | 1981  | 1991  | 2002  | 2011  |
| ---- | ---- | ----- | ----- | ----- | ----- | ----- | ----- |
| 860  | 968  | 1 325 | 1 513 | 1 620 | 1 570 | 1 617 | 1 426 |

|  |

### Données de 2002
Pyramide des âges (2002)
En 2002, l'âge moyen de la population était de 37,8 ans pour les hommes et 40,4 ans pour les femmes.
Répartition de la population par nationalités (2002)
En 2002, les Serbes représentaient 95,6 % de la population.

### Données de 2011
En 2011, l'âge moyen de la population était de 42,2 ans, 40,8 ans pour les hommes et 43,5 ans pour les femmes.

## Tourisme
L'église Saint-Gabriel de Veliki Radinci a été construite en 1780 ; elle est inscrite sur la liste des monuments culturels de grande importance de la république de Serbie.